# Trochères
 Trochères  es una población y comuna francesa, en la región de Borgoña, departamento de Côte-d'Or, en el distrito de Dijon y cantón de Mirebeau-sur-Bèze.

## Demografía
| 119 | 101 | 83 | 129 | 118 | 136 |
| Para los censos de 1962 a 1999 la población legal corresponde a la población sin duplicidades (Fuente: INSEE [Consultar]) |     |    |     |     |     |